# Aeroportul Torwood
Aeroportul Torwood (IATA: TWP, ICAO: YTRW) este un aeroport din Queensland, Australia.
Situat la o altitudine de 209 m, aeroportul dispune de o singură pistă.